# Richard Dysart
Richard Allen Dysart (Boston, 30 de março de 1929 – Santa Mônica, 5 de abril de 2015) foi um ator norte-americano. Ele é mais conhecido por seu trabalho na telessérie L.A. Law (1986–1994), pela qual recebeu o Emmy do Primetime em 1992, além de três outras nomeações consecutivas ao prêmio.

## Primeiros anos
Richard Dysart nasceu em Brighton, um bairro de Boston, Massachusetts, em 30 de março de 1929. É filho de Alice (sobrenome de solteira: Hennigar) e Douglas Dysart, um podólogo.Dysart cresceu no Maine, nas cidades de Skowhegan e Augusta e frequentou a Gould Academy, em Bethel. Com o incentivo da mãe, começou a participar de apresentações teatrais no Lakewood Theater, nas proximidades de Skowhegan. Também trabalhou em uma estação de rádio local.
Dysart obteve um bacharelado e um mestrado em comunicação oral pela Emerson College, uma universidade particular de Boston, embora a continuidade de seus estudos tenha sido interrompida para que ele pudesse servir por quatro anos na Força Aérea dos Estados Unidos durante a Guerra da Coreia. Na Emerson, ele participou de montagens teatrais, foi representante de classe, vice-presidente do grêmio estudantil e fez parte da fraternidade Phi Alpha Tau. Além disso, estudou na Universidade George Washington e, posteriormente, retomou seu curso de mestrado, concluindo-o em 1981.

## Carreira
Dysart começou sua carreira atuando no teatro. Foi membro fundador do American Conservatory Theater, São Francisco, Califórnia, cujas atividades começaram em meados da década de 1960. Na Broadway, ele se apresentou nas peças All in Good Time (1965), A Place Without Doors (1970–1971), The Little Foxes (1967–1968) e That Championship Season (1972–1974). Nesta última, uma produção original da Broadway dirigida por Jason Miller e vencedora do Prêmio Pulitzer em 1973, ele interpretou o personagem do Treinador em, aproximadamente, 500 apresentações.
No cinema e na televisão, o ator ficou marcado por papéis de advogados, médicos e outras figuras de autoridade. Em 1979, interpretou um médico de bom coração no filme Being There, estrelado por Peter Sellers e Melvyn Douglas. No ano seguinte, interpretou Edwin Stanton, Secretário da Guerra de Abraham Lincoln, no telefilme The Ordeal of Dr. Mudd, nomeado ao Globo de Ouro. Entre 1986 e 1994, trabalhou na telessérie L.A. Law (NBC), pela qual tornou-se amplamente conhecido. Na trama, ele interpretou Leland McKenzie, um poderoso executivo que presidia um escritório de advocacia repleto de sócios e subalternos elegantes e gananciosos. O programa explorava questões polêmicas na época, como crimes sexuais, racismo, aborto, direitos das minorias, violência doméstica, brutalidade policial, corrupção e pena de morte. O sucesso de seu personagem o levou a gravar mensagens de serviço público incentivando os advogados a fazerem mais trabalhos pro bono pelos pobres.
Seus outros créditos cinematográficos incluem The Hospital, The Hindenburg, The Day of the Locust, The Thing, Pale Rider, Mask e um pequeno papel em Back to the Future III. O ator também tem alguns créditos de dublagem; ele deu voz ao gentil minerador Tio Pom na versão em inglês da Disney do clássico de aventura Tenkū no Shiro Rapyuta (1986), de Hayao Miyazaki, bem como ao personagem Cogliostro na série de animação Todd McFarlane's Spawn, transmitida pela HBO.

## Prêmios e indicações
Dysart recebeu um Drama Desk Award em 1972 por sua performance na peça That Championship Season. Foi indicado três vezes (em 1989, 1990 e 1991) ao Emmy de Melhor Ator Coadjuvante em Série Dramática por seu papel de Leland McKenzie em L.A. Law. Em sua quarta indicação, em 1992, finalmente venceu o prêmio.

## Vida pessoal e morte
O ator foi casado três vezes. Os dois primeiros casamentos terminaram em divórcio. Ele e sua terceira esposa, a artista Kathryn Jacobi, foram casados de 1987 até a morte do ator. Ele não teve filhos, mas tinha um enteado de sua terceira esposa.
Dysart morreu em casa em Santa Mônica, Califórnia no dia 5 de abril de 2015, após uma longa batalha contra um câncer. Ele tinha 86 anos.

## Filmografia selecionada

### Cinema
| Ano  | Título                            | Papel                           |
| ---- | --------------------------------- | ------------------------------- |
| 1963 | Love with the Proper Stranger     | Contabilista (não-creditado)    |
| 1968 | Petulia                           | Recepcionista do hotel          |
| 1969 | The Lost Man                      | Barnes                          |
| 1971 | The Sporting Club                 | Encanador                       |
| 1971 | The Hospital                      | Dr. Welbeck                     |
| 1974 | The Terminal Man                  | Dr. John Ellis                  |
| 1974 | The Crazy World of Julius Vrooder | Pai                             |
| 1975 | The Day of the Locust             | Claude Estee                    |
| 1975 | The Hindenburg                    | Capitão Ernst Lehman            |
| 1978 | An Enemy of the People            | Aslaksen                        |
| 1979 | Prophecy                          | Isely                           |
| 1979 | Meteor                            | Secretário de Defesa            |
| 1979 | Being There                       | Dr. Robert Allenby              |
| 1982 | The Thing                         | Dr. Copper                      |
| 1985 | The Falcon and the Snowman        | Dr. Lee                         |
| 1985 | Mask                              | Abe                             |
| 1985 | Pale Rider                        | Coy LaHood                      |
| 1985 | Warning Sign                      | Dr. Nielsen                     |
| 1986 | Tenkū no Shiro Rapyuta            | Tio Pom (versão em inglês, voz) |
| 1987 | Wall Street                       | Cromwell                        |
| 1990 | Back to the Future Part III       | vendedor de arame farpado       |
| 1995 | Panther                           | J. Edgar Hoover                 |
| 1998 | Hard Rain                         | Henry Sears                     |
| 2004 | Proteus                           | O Marinheiro Ancião             |

### Televisão
| Ano       | Título                                        | Papel                        | Notas         |
| --------- | --------------------------------------------- | ---------------------------- | ------------- |
| 1972      | All in the Family                             | Russ DeKuyper                | 1 episódio    |
| 1974      | The Autobiography of Miss Jane Pittman        | Mestre Bryant                | Telefilme     |
| 1977      | It Happened One Christmas                     | Peter Bailey                 | Telefilme     |
| 1981      | Bitter Harvest                                | Dr. Morton Freeman           | Telefilme     |
| 1985      | Malice in Wonderland                          | Louis B. Mayer               | Telefilme     |
| 1986-1994 | L.A. Law                                      | Leland McKenzie              | Papel regular |
| 1986      | Blood & Orchids                               | Harvey Koster                | Telefilme     |
| 1986      | The Last Days of Patton                       | General Dwight D. Eisenhower | Telefilme     |
| 1989      | Day One                                       | Presidente Harry S. Truman   | Telefilme     |
| 1989      | War and Remembrance                           | Presidente Harry S. Truman   | Minissérie    |
| 1995      | Truman                                        | Henry L. Stimson             | Telefilme     |
| 1998      | Todd McFarlane's Spawn 2                      | Cogliostro                   | Voz           |
| 1999      | Todd McFarlane's Spawn 3: The Ultimate Battle | Cogliostro                   | Voz           |
| 2002      | L.A. Law: The Movie                           | Leland McKenzie              | Telefilme     |